# NGC 1554
NGC 1554 é uma nebulosa na direção da constelação de Taurus. O objeto foi descoberto pelo astrônomo Otto Struve em 1868, usando um telescópio refrator com abertura de 15 polegadas. 